# Utqiaġvik
Utqiaġvik (/utqiaʁvik/), voorheen bekend als Barrow, is een dorp aan de noordkust van Alaska, gelegen op 71°18'01" N en 156°44'09" W en de meest noordelijke bewoonde plaats van Noord-Amerika en na Tiksi is het de op een na noordelijkste plaats met meer dan 4.000 inwoners. De plaats ligt aan de kust van de Tsjoektsjenzee, 15 km van Point Barrow, het noordelijkste puntje van de Verenigde Staten. In juli 2009 telde het dorp 4.091 inwoners.
Het grootste deel van de bevolking bestaat uit Inupiaq Eskimo's, deze hebben een grote invloed op de lokale politiek en de tradities. Zo is het jagen op de Groenlandse walvis, zeehonden, walrussen, witte dolfijnen en rendieren een bezigheid die de gemeenschap bij elkaar houdt. De jacht is echter wel onderhevig aan quota. In heel Alaska zijn er nog maar tien gemeenschappen die elk jaar een aantal Groenlandse walvissen mogen jagen.
Er heerst een poolklimaat en de minimumtemperatuur is 324 dagen per jaar onder het vriespunt. Van 10 mei tot 2 augustus gaat de zon niet onder en tussen 18 november en 24 januari komt zij niet op. De Tsjoektsjenzee is ijsvrij tussen half juni en oktober.
In het Inupiak (Eskimo taal) heet het dorp Ukpeagvik, dit betekent "de plaats waar wij op Sneeuwuilen jagen"
Er zijn archeologische vondsten gedaan die aangeven dat het gebied al bewoond was in 500 na Christus.
Utqiaġvik is in 1825 vernoemd naar Sir John Barrow, toen de Britse Royal Navy de noordkust van Noord-Amerika in kaart bracht. In 1881 vestigde de VS er een meteorologische en magnetisch onderzoekpost.
Utqiaġvik speelt ook de rol in de stripverhalen onder de naam "30 days of Night". Deze strips gaan over vampiers die er van profiteren dat de zon niet opkomt en daardoor een bloedbad kunnen aanrichten in het dorp. In 2007 is er een film gebaseerd op de strips uitgekomen.
De naamsverandering van Barrow naar Utqiaġvik kwam er na een referendum in oktober 2016. Een nipte meerderheid van de bevolking koos voor de oorspronkelijke naam Utqiaġvik. Dit zou het blijven van de oorspronkelijke Inupiak taal en de dekolonisatie bevorderen. De naamsverandering ging in op 1 december 2016.

## National Historic Landmarks
- Birnirk Site, sinds 1962

## Plaatsen in de nabije omgeving
De onderstaande figuur toont nabijgelegen plaatsen in een straal van 140 km rond Utqiaġvik.